# براد سيلبرلنج
برادلي ميتشل سيلبرلنج (بالإنجليزية:Bradley Mitchell "Brad" Silberling) هو مخرج تلفزيوني وسنمائي أمريكي الاصل. وهو زوج الممثلة إيمي برينمان، حيث شاركا معا العمل في NYPD Blue, لديه طفلين اثنين هما شارلوت توكير (ولدت في 2001) وبودهي بودهي (عام 2005)ز

## حياته المهنية

### أعمال تلفزيونية
- L.A. Law
- NYPD Blue
- القاضية إيمي (مسلسل)
- Doogie Howser, M.D.
- The Adoration of Jenna Fox

### أعمال سينمائية
- كاسبر (فلم) (1995)
- ستي اوف انجيلز (1998)
- Moonlight Mile (2002)
- ليموني سنيكتس: سلسلة من الأحداث المأساوية (2004)
- 10 Items or Less (2006)
- Land of the Lost (2009)

## روابط خارجية
- براد سيلبرلنج على موقع IMDb (الإنجليزية)
- براد سيلبرلنج على موقع ألو سيني (الفرنسية)
- براد سيلبرلنج على موقع أول موفي (الإنجليزية)
- براد سيلبرلنج على موقع بوكس أوفيس موجو (الإنجليزية)
- براد سيلبرلنج على موقع قاعدة بيانات الأفلام السويدية (السويدية)
- براد سيلبرلنج على موقع إن إن دي بي (الإنجليزية)
- براد سيلبرلنج على موقع قاعدة بيانات الفيلم (الإنجليزية)
- براد سيلبرلنج على موقع كينوبويسك (الروسية)
- New York Times biography